# Nathalie Moellhausen
Nathalie Moellhausen (Milano, 1º dicembre 1985) è una schermitrice italiana con cittadinanza brasiliana, specializzata nella spada. Ha vinto due medaglie d'oro ai Campionati mondiali di scherma, una per l'Italia (2009) e una per il Brasile (2019).

## Biografia
Nata e cresciuta a Milano da padre italo-tedesco (figlio del console Eitel Friedrich Moellhausen) e madre italo-brasiliana, la stilista Valeria Ferlini, vive a Parigi dov'è allenata dal maestro Daniel Levavasseur. Dopo le Olimpiadi di Londra 2012, si è fermata un anno e mezzo dall'attività agonistica. In seguito, nel 2013 ha deciso di lasciare la Federazione Italiana Scherma per affiliarsi a quella brasiliana, grazie alla doppia cittadinanza italo-brasiliana.

## Palmarès

### Risultati élite
In carriera ha ottenuto i seguenti risultati:
Mondiali
Individuale
- Oro nella spada a Budapest 2019
- Bronzo nella spada a Parigi 2010

A squadre
- Oro nella spada ad Antalia 2009
- Bronzo nella spada a Catania 2011

Europei
Individuale
- Bronzo nella spada a Sheffield 2011

A squadre
- Oro nella spada a Gand 2007
- Argento nella spada a Lipsia 2010

Giochi del Mediterraneo
Individuale
- Oro nella spada a Pescara 2009

Campionati italiani
Individuale
- Oro nella spada ad Assisi 2005
- Oro nella spada a Torino 2006

A squadre

### Risultati giovani
Mondiali giovani
Individuale
- Bronzo nella spada a Plovdiv 2004

A squadre
- Bronzo nella spada a Linz 2005

Europei giovani
Individuale
A squadre
- Argento nella spada a Parenzo 2003